# Сташек Микола Іванович
Мико́ла Іва́нович Ста́шек (нар. 1 травня 1914 — пом. 17 лютого 1991) — радянський військовик часів Другої світової війни, командир 360-го стрілецького полку 74-ї стрілецької дивізії 15-го стрілецького корпусу 13-ї армії, підполковник. Герой Радянського Союзу (1943).

## Життєпис
Народився 1 травня 1914 року на хуторі Маринівському Іллінської волості Одеського повіту Херсонської губернії (нині — село Маринівка Одеського району Одеської області) в селянській родині. Українець. Після закінчення семирічки працював трактористом у радгоспі «Червоний партизан».
До лав РСЧА призваний у 1935 році Березівським РВК Одеської області. У 1938 році закінчив Орджонікідзевське прикордонне училище. Проходив службу в прикордонних військах НКВС.
Учасник німецько-радянської війни з 1 травня 1942 року. Воював на Західному, Брянському, Центральному і 1-шу Українському фронтах. Член ВКП(б) з 1942 року. Обіймав посади начальника 2-ї частини штабу 134-ї курсантської стрілецької бригади, начальника 1-го відділення штабу 74-ї стрілецької дивізії. 17 березня 1943 року був поранений. Після одужання — командир 360-го стрілецького полку 74-ї стрілецької дивізії.
Особливо відзначився під час визволення північної України. 10 вересня 1943 року 360-й стрілецький полк форсував річку Десна поблизу села Лиса Гора Коропського району Чернігівської області. У боях за розширення плацдарму, діючи на правому фланзі дивізії, полк протягом 12 годин у напівоточенні з успіхом відбивав усі атаки супротивника при підтримці танків. У вирішальний момент підполковник М. І. Сташек особисто підняв і повів полк у контратаку. У подальшому, розвиваючи стрімкий наступ, полк знищив і полонив ворога на своїй ділянці фронту, швидко і організовано форсував річку Дніпро й розширив плацдарм, чим виконав поставлене командуванням бойове завдання.
З вересня 1944 року — командир 7-го окремого полку резерву офіцерського складу Приволзького військового округу.
Після закінчення війни продовжував військову службу в ЗС СРСР. У 1947 році закінчив Військову академію імені М. В. Фрунзе, у 1952 році — Військову академію Генштабу СРСР. Обіймав посаду заступника начальника Військової академії імені М. В. Фрунзе, кандидат військових наук, доцент.
У 1973 році генерал-лейтенант М. І. Сташек вийшов у запас. Займався літературною діяльністю. Мешкав у Москві, де й помер 17 лютого 1991 року. Похований на Головинському цвинтарі.

## Нагороди
Указом Президії Верховної Ради СРСР від 16 жовтня 1943 року за зразкове виконання бойових завдань командування на фронті боротьби з німецькими загарбниками та виявлені при цьому відвагу і героїзм, підполковникові Сташеку Миколі Івановичу присвоєне звання Героя Радянського Союзу з врученням ордена Леніна і медалі «Золота Зірка» (№ 1214).
Також був нагороджений двома орденами Червоного Прапора, орденами Суворова 3-го ступеня, Вітчизняної війни 1-го ступеня, Червоної Зірки і медалями.

## Твори
- Сташек Н. И. Крутыми верстами. — М.: Изд. ЦК ВЛКСМ, 1982.